# St John's Town of Dalry
St John's Town of Dalry est un village situé dans le Dumfries and Galloway, en Écosse.